# Parakaryon myojinensis
Parakaryon myojinensis es un organismo unicelular conocido por un único ejemplar. Según los estudios científicos este organismo representaría una nueva forma de vida porque de acuerdo a sus características no encaja en ninguno de los tres dominios existentes. Tiene núcleo como los eucariotas, pero carece de flagelo y otros rasgos que presentan las células eucariotas. Por tanto conformaría un cuarto dominio de vida Parakaryota.

## Clasificación
Parakaryon myojinensis no puede ser clasificado como eucariota o procariota. (Las dos grandes clases de los organismos conocidas hasta ahora.)
- Eukaryota es el dominio de organismos con una o más células complejas que contienen un núcleo y orgánulos: animales, plantas, algas, hongos y protozoos.
- Prokaryota es el grupo que incluye células simples sin núcleo y orgánulos: bacterias y arqueas.

El nuevo organismo descubierto tiene un núcleo y endosimbiontes (organismos que viven dentro de otras células), así que se parece en eso a los eucariotas. Aun así su envoltura nuclear es de una sola capa, no hecha de dos membranas concéntricas como en cualquier eucariota y el material genético está almacenado como en las bacterias, que son procariotas, en filamentos y no en cromosomas lineales. Además no presenta retículo endoplásmico, aparato de Golgi, citoesqueleto, mitocondrias, poros nucleares y carece totalmente de flagelo. Los ribosomas se encuentran no solo en el citoplasma sino también en el núcleo. Posee una pared celular compuesta por peptidoglucanos al igual que las bacterias y su modo de nutrición es osmótrofa.
Además hasta ahora solo se ha descubierto un ejemplar. Así que los científicos no han podido hacer todas las observaciones necesarias. Según los científicos probablemente conforme su propio dominio Parakaryota. Su genoma no ha podido ser secuenciado por tanto su relación con los otros seres vivos hasta ahora son inciertas. Se ha sugerido que podría ser un organismo intermediario entre los procariotas y los eucariotas.

### Posición en el árbol filogenético
El genoma de Parakaryon myojinensis no se ha secuenciado como anteriormente se mencionó, es probable que Parakaryon ocupe las siguientes posiciones en el árbol filogenético de la vida:
Según algunos autores la presencia de núcleo significaría que sea el grupo hermano de Eukaryota probablemente derivando ambos de las arqueas.[cita requerida]
|  | Archaea (P)                                               |
|  |                                                           |
|  | \| \| Parakaryota \| \| \| \| \| \| Eukaryota \| \| \| \| |
|  |                                                           |
|  | Parakaryota                                               |
|  |                                                           |
|  | Eukaryota                                                 |
|  |                                                           |

|  | Parakaryota |
|  |             |
|  | Eukaryota   |
|  |             |

|  | Archaea (P)                                               |
|  |                                                           |
|  | \| \| Parakaryota \| \| \| \| \| \| Eukaryota \| \| \| \| |
|  |                                                           |
|  | Parakaryota                                               |
|  |                                                           |
|  | Eukaryota                                                 |
|  |                                                           |

|  | Parakaryota |
|  |             |
|  | Eukaryota   |
|  |             |

No obstante la presencia del material genético almacenado en filamentos y la pared celular compuesta por peptidoglucano podrían indicar que esté relacionado con las bacterias habiendo evolucionado el núcleo independientemente. [cita requerida]
|  | Parakaryota |
|  |             |
|  | Bacteria    |
|  |             |

|  | Archaea (P) |
|  |             |
|  | Eukaryota   |
|  |             |

|  | Parakaryota |
|  |             |
|  | Bacteria    |
|  |             |

|  | Archaea (P) |
|  |             |
|  | Eukaryota   |
|  |             |

Alternativamente puede ser el grupo hermano de las arqueas y eucariotas. [cita requerida]
|  | Parakaryota                                               |
|  |                                                           |
|  | \| \| Archaea (P) \| \| \| \| \| \| Eukaryota \| \| \| \| |
|  |                                                           |
|  | Archaea (P)                                               |
|  |                                                           |
|  | Eukaryota                                                 |
|  |                                                           |

|  | Archaea (P) |
|  |             |
|  | Eukaryota   |
|  |             |

|  | Parakaryota                                               |
|  |                                                           |
|  | \| \| Archaea (P) \| \| \| \| \| \| Eukaryota \| \| \| \| |
|  |                                                           |
|  | Archaea (P)                                               |
|  |                                                           |
|  | Eukaryota                                                 |
|  |                                                           |

|  | Archaea (P) |
|  |             |
|  | Eukaryota   |
|  |             |

También puede representar el dominio más basal de la naturaleza lo que podría traer consecuencias en el origen de la vida y en la evolución de los tres dominios tradicionales.[cita requerida]
|  | Bacteria                                                  |
|  |                                                           |
|  | \| \| Archaea (P) \| \| \| \| \| \| Eukaryota \| \| \| \| |
|  |                                                           |
|  | Archaea (P)                                               |
|  |                                                           |
|  | Eukaryota                                                 |
|  |                                                           |

|  | Archaea (P) |
|  |             |
|  | Eukaryota   |
|  |             |

|  | Bacteria                                                  |
|  |                                                           |
|  | \| \| Archaea (P) \| \| \| \| \| \| Eukaryota \| \| \| \| |
|  |                                                           |
|  | Archaea (P)                                               |
|  |                                                           |
|  | Eukaryota                                                 |
|  |                                                           |

|  | Archaea (P) |
|  |             |
|  | Eukaryota   |
|  |             |

## Nombre
El nombre genérico, Parakaryon proviene del griego παρα (próximo a) y κάρυον karyon —nuez o núcleo—, porque su «núcleo» no es como el núcleo verdadero (eukaryon) de los eucariotas. El nombre específico, myojinensis refleja la localidad donde han sido recogidas las muestras: las fuentes hidrotermales  del Miōjin Knoll (明神海丘, 32°06.2′N, 139°52.1′E), en la costa de Japón, a una profundidad de 1240 m.